# Павильон № 34 «Космос» на ВДНХ
}}
Павильон «Космос/Машиностроение» — 32-й павильон ВДНХ, построенный в 1938—1939 годах для экспозиции «Механизация и электрификация сельского хозяйства СССР».
- В 1954 году был реконструирован. После реконструкции имеет двойной номер: № 32—34.
- С 1954 по 1956 год носил название «Механизация и электрификация сельского хозяйства СССР»,
- в 1956—1959 годах — «Машиностроение»,
- в 1961 году — «Градостроительство»,
- в 1961—1967 годах — «Машиностроение»,
- а с 1967 года — «Космос» и «Машиностроение».

## История и архитектура
Павильон был построен в 1938—1939 годах по проекту архитекторов Виктора Андреева, Ивана Таранова и Надежды Быковой. Изначально павильон был построен в виде эллинга, или дебаркадера, которому было придано сходство с дебаркадером Киевского вокзала в Москве. Конструкция была украшена стальными стеклянными аркадами и двухъярусными галереями-лестницами. Этот приём сохранял первоначальный план площади Механизации, спроектированной Вячеславом Олтаржевским, и создавал эффект арки, перекинутой через Большую аллею и не закрывающей перспективы до самой границы выставки.
Существующий вид здание приобрело в 1954 году, во время послевоенной реконструкции выставки. Павильон был расширен путём пристройки двухэтажного зала со стеклянным куполом. Интерьер зала украшала позолоченная скульптурная композиция «Шествие советских людей к коммунизму» с развевающимся знаменем (скульптор — Николай Томский с бригадой).
Входом в павильон со стороны площади служила декорированная арка с двумя постаментами-башнями, украшенными барельефами на тематику механизации и скульптурами Тракториста и Комбайнёрки. По центру арки находился барельеф с изображением герба СССР, а над ним — профилей Ленина и Сталина, окружённых цветами, колосьями и лентами. Центральная композиция до настоящего времени не сохранилась. Во второй половине 1950-х годов изображение Сталина убрали из композиции, оставив одного Ленина. К началу 1970-х годов здание лишилось этой композиции, равно как и венчающего фриза с лепными изображениями образцов техники в медальонах. В ходе реставрации 2016—2018 годов фриз и центральная группа были восстановлены — однако уже без изображений вождей.
- Вид 1980 года
- Внутренний вид купола

## Экспозиции
Изначально в павильоне располагалась экспозиция, посвящённая механизации сельского хозяйства СССР. Экспозиция делилась на тематические разделы, в числе которых — «Тракторная и автомобильная промышленность», «Сельскохозяйственное машиностроение», «Технологии механизации возделывания зерновых культур и трав», «Способы освоения новых и осушение заболоченных земель», «Механизация в сельскохозяйственном производстве и в животноводстве», и ряд других. В крытой части павильона на постаментах демонстрировались образцы техники.
В 1956 году тематика павильона была изменена, и в нём разместилась экспозиция «Машиностроение». На обеих (включая пристроенную в 1954 году) площадках павильона были выставлены различные технические средства, производимые советским машиностроением — от металлургического оборудования до точных измерительных приборов (к примеру, модели мартеновских печей и детали паровых турбин).
В 1961 году в павильоне временно размещалась экспозиция «Градостроительство».

### Экспозиция «Космос»
С 1967 года экспозиция «Машиностроение» стала занимать только половину павильона, а в другой половине разместилась экспозиция «Космос», которая знакомила посетителей выставки с историей и новейшими достижениями Советского Союза в области освоения космоса. Демонстрировались стенды на тему развития ракетной техники, модели искусственных спутников Земли, луноходов, системы жизнеобеспечения космонавтов, подлинный спускаемый аппарат космического корабля «Восток».
Скульптурная композиция «Шествие советских людей к коммунизму» была демонтирована и заменена портретом Юрия Гагарина.
В 1975 году были установлены состыкованные копии космических кораблей «Союз — Аполлон».
- Макеты кораблей «Союз» и «Аполлон»
- Павильон «Космос» и ракета-носитель «Восток»
- Космический корабль «Восток-1» под большим куполом

В 1991 году под сводами павильона проходил рейв-фестиваль «Гагарин-пати». Впоследствии экспозиция была разобрана, и павильон использовался как место торговли.
- Интерьер 2009 года. Ярмарка
- Вид со второго яруса
- Аркада на втором уровне
- Под большим куполом висит портрет Юрия Гагарина
- Купол

В 2014—2015 гг. в павильоне временно находилась выставка «Механика чуда» — экспозиция объектов, созданных для церемонии открытия Олимпийских игр 2014 года в Сочи.

### Выставочный центр «Космонавтика и авиация»
C 2016 года проводится реставрация павильона, планировавшаяся к завершению в марте 2018, после чего в павильоне запланировано разместить выставочный центр «Космонавтика и авиация» — совместный проект ВДНХ и Объединённой ракетно-космической корпорации. В ходе реставрации восстановлены стеклянный купол и декор здания..
В 2017 году начат монтаж будущей экспозиции; в частности, в октябре в павильон был доставлен самый крупный экспонат будущего выставочного центра — макет модуля «Кристалл» орбитальной станции «Мир».
Была воссоздана утраченная в 1970-е годы люстра из рубинового стекла в виде Красной звезды.
В декабре 2017 года в интерьере павильона было восстановлено панно, посвящённое машиностроению, выполненное из золотой смальты.
Обновлённый центр «Космонавтика и авиация» в павильоне был открыт 12 апреля 2018 года, в День космонавтики, президентом Владимиром Путиным и мэром Москвы Сергеем Собяниным, в присутствии космонавтов — Валентины Терешковой, Фёдора Юрчихина, Сергея Крикалёва и других.
В 2021 году в подкупольную часть павильона вернули знаменитый портрет Юрия Гагарина с белой голубкой в руках, выставлявшийся на ВДНХ с 1983-го до середины 2010-х годов. Портрет напечатан на круглом панно диаметром 10 метров, а снимок, копия которого есть и на Международной космической станции, сделан в 1961 году во время пребывания космонавта в Болгарии.
- Интерьер после реконструкции 2018 года
- Возрожденный Центр "Космонавтика и Авиация"
- Центр управления полётами
- Проект советского лунного города
- Космический аппарат глобальной навигационной системы Глонасс-К